# Lyder Borthen
Lyder Must Borthen, född 4 maj 1849 i Trondheim, död där 8 december 1924, var en norsk läkare.
Borthen blev student 1867 och candidatus medicinæ 1875. Efter en utlandsresa, på vilken han studerade ögonsjukdomar, bosatte han sig i Trondheim, där han verkade som praktiserande läkare, främst som ögonläkare, och sedan 1866 som läkare vid Blindinstitutet. År 1885 tog han doktorsgraden på avhandlingen Synsindtrykkene, specielt med hensyn til farvesansen, forklarede ved molecularbevægelse. 
Borthen skrev en rad avhandlingar i oftalmologiska ämnen, dels i "Norsk Magasin for Lægevidenskaben", dels i utländska tidskrifter bland annat om tobaksamblyopi (1882), om kataraktextraktion (1887), om refraktions- och färgblindhetsundersökningar hos skolbarn ("Klinische Monatsblätter für Augenheilkunde", 1882), om aniridi och afaki av traumatiskt ursprung (ibid. 1883), om empyem av Sinus frontalis ("Graefes Archiv", 1885). Som ett separat verk utkom det planschförsedda Die Blindenverhältnisse bei der Lepra (universitetsprogram 1902), ett verk, som i likhet med det tidigare utkomna, Die Lepra des Auges prisbelönades i Norge och i Frankrike. 
Borthen utvecklade även mycket omfattande verksamhet som organisatör av föreningar och institutioner med vetenskapligt, konstnärligt, humanitärt eller nationellt syfte.